# The Thin White Line
"The Thin White Line" (em português, "A Tênue Linha Branca") é o primeiro episódio da terceira temporada da série de comédia animada Uma Família da Pesada. Originalmente, foi exibido na Fox dos Estados Unidos em 11 de julho de 2001. Mostra Brian depois que se junta à força policial para farejar drogas, e acaba se tornando viciado; rapidamente se encontra em uma baixa depois de tentar confrontar com seu novo vício.
O episódio foi escrito por Steve Callaghan e dirigido por Glen Hill. Possui como convidados Carlos Alazraqui, Thomas Dekker, June Foray, Leif Garrett, Haley Joel Osment, Nicole Sullivan e Wally Wingert, juntamente com vários dubladores de personagens secundários da série.

## Enredo
Em um piquenique da empresa, Sr. Weed, o chefe de Peter, anuncia uma competição em que ele irá caçar os empregados com dardos tranquilizantes. Depois de ser atingido várias vezes pelos tranquilizantes, mas ainda ficando consciente, Peter vence a competição e ganha férias pagas. Enquanto a família se prepara para ir em um cruzeiro, Joe reconhece o poder do olfato de Brian e lhe oferece um emprego como cão policial para farejar drogas. Mais tarde, após acabar com um grupo de anões que se disfarçavam de crianças na escola dominical, os policiais vão ao aeroporto, onde Brian fareja uma pessoa que, secretamente, carregava cocaína, o que aumentou a reputação do cão. No entanto, ele acidentalmente inala a droga, depois de golpear os criminosos, e fica viciado.
O vício de Brian vai se tornando cada vez pior, até que ele finalmente ataca um homem no aeroporto, tentando encontrar "o escondido", e é expulso da força policial, quando nada é encontrado. Retorna para casa à noite com uma prostituta chamada Tina, e aterroriza a família antes de passar toda a noite fora. Na manhã seguinte, os Griffins levam Brian no seu psiquiatra, onde ele sofre uma queda emocional, e decide-se que o cão irá para um centro de reabilitação, pago com o dinheiro da viagem. Peter, contudo, decide ir com Brian no centro, já que não pôde viajar. Ele acha que o local é um hotel, e por isso, gasta o tempo bebendo cerveja e agindo como idiota, embora o animal lembre-o que está em reabilitação por causa das drogas. Peter causa agitação entre os pacientes ao redor ao causar nascimentos prematuros dos bebês das jovens precocemente grávidas, e dando drogas aos viciados em troca de comida. Por último, o gerente acusa Peter de ser o "fator x" de Brian, a razão pela qual se viciou em drogas, e Brian, com desgosto, defende o amigo.
Após deixar o centro, Brian choca a família ao afirmar que estará deixando Quahog para viver com seu primo, Jasper, na Califórnia. Mesmo não concordando, ninguém da família impede que isso aconteça. Os próximos acontecimentos ocorrem na segunda parte do episódio, "Brian Ataca Hollywood", onde o cão decide viver a vida como criador de filmes e escritor.

## Produção

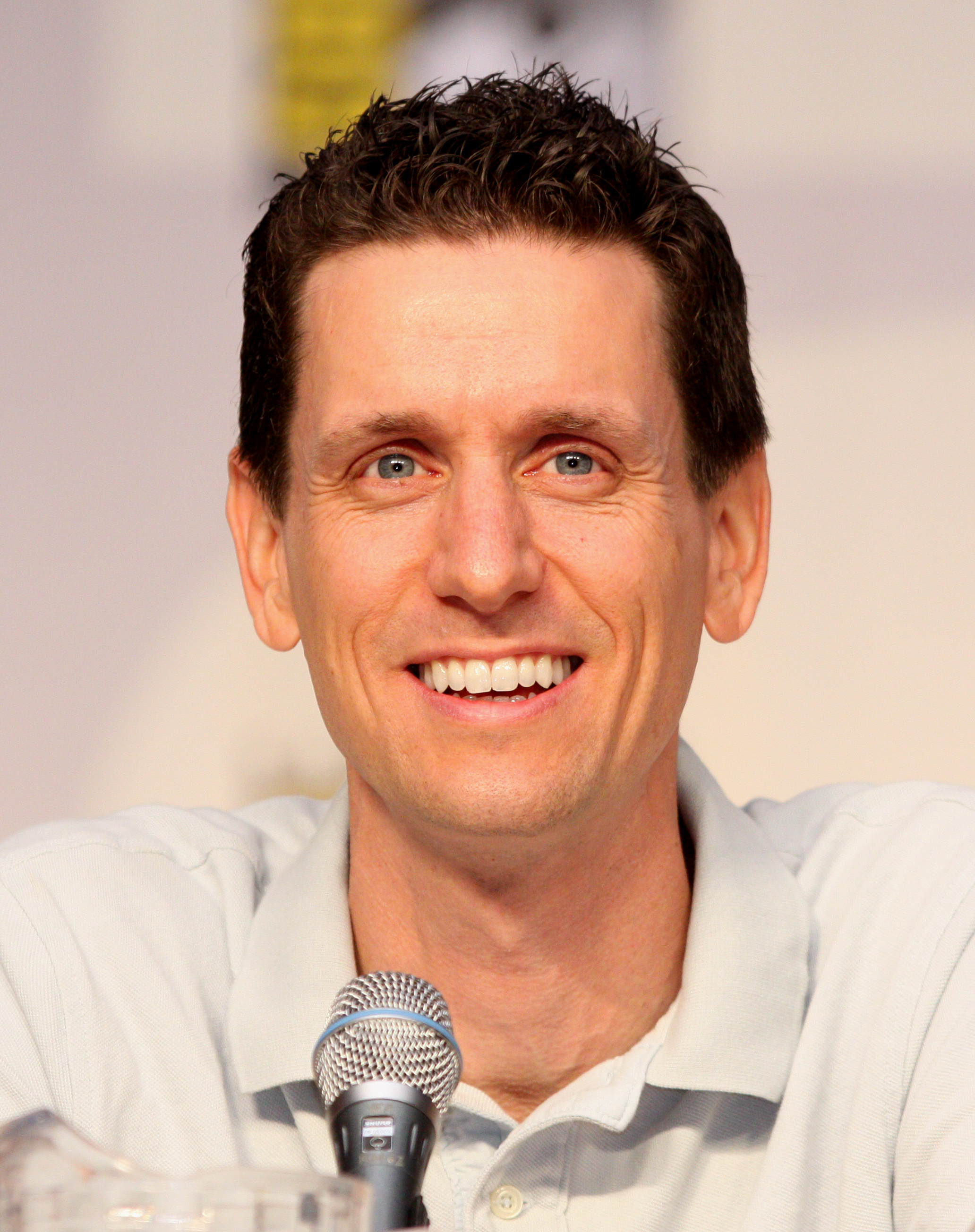
Steve Callaghan escreveu o episódio.

O episódio foi escrito por Steve Callaghan, que se tornaria no futuro um colaborador frequente, e dirigido por Glen Hill, que deixou a série depois que completou este episódio.
Originalmente, iria ser exibido como o final da segunda temporada, sendo o próximo episódio a abertura da terceira temporada; com o embaralhar da programação da Fox, o planejado não aconteceu.
Juntamente com o elenco habitual, o comediante e dublador Carlos Alazraqui, o ator Thomas Dekker, a atriz June Foray, o ator Leif Garrett e Haley Joel Osment e os dubladores Nicole Sullivan e Wally Wingert participaram como convidados no episódio. Entre os dubladores de personagens secundários, Danny Smith e Patrick Warburton participaram fazendo pequenas aparições.
O episódio também contou com a primeira aparição do Surdo Engraçado, dublado por Mike Henry. O personagem aparece no piquenique da empresa de Peter, correndo de Peter e dos outros empregados.